# Ausbildungsplatzabgabe

Aktion der Gewerkschaftsjugend Hamburg

Eine Ausbildungsplatzabgabe ist in Deutschland als politisches Mittel zur Steuerung des Ausbildungsplatzangebots spätestens seit Anfang der 1970er Jahre in der Diskussion. Unter ihr versteht man eine Sonderabgabe, die ein Betrieb an den Staat oder eine noch einzurichtende Stelle abführen muss, wenn der Betrieb nicht genügend Auszubildende beschäftigt. Das Geld, abzüglich des erforderlichen Verwaltungsaufwandes, soll der Subventionierung von Ausbildungsplätzen dienen. Eine derartige Ausbildungsplatzabgabe wurde unter dem Namen Berufsausbildungsabgabe im Ausbildungsplatzförderungsgesetz von 1976 beschlossen. Das Zustandekommen des Gesetzes wurde 1980 vom Bundesverfassungsgericht für verfassungswidrig erklärt.
Diese politische Diskussion nimmt regelmäßig an Heftigkeit zu, wenn das Angebot an Ausbildungsplätzen knapp wird im Verhältnis zu ausbildungswilligen Jugendlichen.
Andere Bezeichnungen für Ausbildungsplatzabgabe: Ausbildungsabgabe, Ausbildungsplatzumlage, Azubi-Abgabe, Ausbildungsumlage und Lehrstellenumlage, Berufsausbildungssicherungsabgabe.

## Geschichte

### Die Berufsausbildungsabgabe von 1976
In den Zeiten des Wirtschaftswunders nach dem Zweiten Weltkrieg bestand in Deutschland Vollbeschäftigung. Um 1970 änderte sich die Situation auf dem Arbeitsmarkt: Die Arbeitslosenquote stieg Mitte der 1970er Jahre auf 5 %. Erstmals in der Geschichte der Bundesrepublik Deutschland war es für ausbildungswillige Jugendliche nicht selbstverständlich, einen Ausbildungsplatz zu erhalten. Die Sozialliberale Koalition beschloss 1976 mit dem Ausbildungsplatzförderungsgesetz auch eine von den Unternehmen zu zahlende Berufsausbildungsabgabe als Sonderabgabe. Sie sollte Überbetriebliche Ausbildung oder Zuschüsse zur betrieblichen Ausbildung finanzieren. Das Bundeskabinett sollte jährlich prüfen, ob Lehrstellenmangel (Maßstab war gemäß § 2 Abs. 1 Satz 1 APlFG ein Mindestüberhang von Ausbildungsplätzen  von 12,5 v. H. der angebotenen Ausbildungsplätze). Diese Festlegung unterblieb, da die Lehrstellensituation dies nicht begründete. Das Bundesverfassungsgericht stellte 1980 fest, dass dieses Gesetz der Zustimmung durch den Bundesrat bedurft hätte. Da der Bundesrat dem nie zustimmte, wurde das Gesetz nicht wirksam.

### Gesetzentwurf von 2004
Am 7. Mai 2004 wurde die Ausbildungsplatzabgabe im Bundestag mit den Stimmen der Rot-Grünen Regierungskoalition verabschiedet. Am 11. Juni 2004 wurde das Gesetz mit großer Mehrheit im Bundesrat abgelehnt.
Bundesarbeitsminister Franz Müntefering (SPD), Vizekanzler der schwarz-roten Bundesregierung, erklärte im Frühjahr 2006: „Eine Abgabe wird es nicht geben. Diese Diskussion ist abgeschlossen“.

## Situation Anfang des 21. Jahrhunderts in Deutschland
Anfang der 1990er Jahre blieben regelmäßig mehr als 100.000 Ausbildungsplätze pro Jahr unbesetzt. Diese Zahl sank bis zum 30. September 2003 auf 14.840. Diesen offenen Stellen standen 35.015 Lehrstellenbewerber gegenüber, die keine Lehrstelle fanden. Dieses Missverhältnis verschlimmerte sich beträchtlich. 
In der Statistik der Bundesagentur für Arbeit vom 11. Oktober 2006 waren es 49.500 Bewerber ohne Ausbildungsstelle (9000 mehr als 2005) gegenüber 15.400 unbesetzten Ausbildungsplätzen. Dabei werden allerdings schon seit einigen Jahren große Teile der lehrstellen- oder arbeitslosen Berufsanfänger unter den sogenannten „U25-Maßnahmen“ (Maßnahmen für Unterfünfundzwanzigjährige) im Hartz-Konzept unter ALG2 in meist einjährige sogenannte „berufsvorbereitende Maßnahmen“ verpflichtet (SGB II §2 „Grundsatz des Forderns“), wodurch sie offiziell als Lehrstellenbewerber aus der Statistik der Bundesagentur für Arbeit fallen. Der DGB weist darauf hin, dass die Statistik der Bundesagentur für Arbeit ca. 100.000 weitere Jugendliche in „Warteschlangen“ in „berufsvorbereitenden Maßnahmen“ unterschlägt; wogegen die Bundesagentur für Arbeit betont, diese gehören nicht in die Statistik, da sie offiziell keine Lehrstelle suchen.
Im Bereich der Altenpflegeberufe wurde im Jahre 2012 in einigen Bundesländern eine Ausbildungsplatzabgabe im Umlageverfahren eingeführt. Für Bau- und Ausbaugewerke erfolgte die Einführung bundesweit. Beitragspflichtige Handwerker führen an die Sozialkasse-Bau 20,4 % der Bruttolohnsumme ihrer gewerblichen Arbeitnehmer ab. Enthalten sind 2,1 % für die Berufsbildung. Betriebe, deren Beitrag zum Berufsbildungsverfahren unter 900 € beträgt, müssen ihre Zahlung aufstocken, da im Bundesanzeiger am 14. Juli 2015 die Allgemeinverbindlichkeitserklärung (AVE) für den Tarifvertrag über das Sozialkassenverfahren im Baugewerbe veröffentlicht wurde. Der § 17 sieht den Mindestbeitrag zur Berufsausbildung für alle sozialkassenpflichtigen Betriebe vor – auch für rund 40.000 Einzelunternehmer in Bau- und Ausbaugewerken.

## Kontroverse

### Erhöhung oder Reduzierung der Zahl der Ausbildungsplätze
Ein Ziel der Ausbildungsplatzabgabe ist die Erhöhung der Zahl der Ausbildungsplätze. Dies soll bewirkt werden durch eine Zahlung nicht ausbildender Unternehmen in einen Fonds. Gegner dessen kritisieren Fehlanreize, da typischerweise Unternehmen in Wachstumsbranchen über- und in schrumpfenden Wirtschaftssektoren unterdurchschnittlich ausbilden. Damit entstehen Anreize, Ausbildungsplätze in wenig zukunftsträchtigen Branchen zu schaffen. Da der Anreiz eher auf Unternehmen wirkt, deren eigene Personalplanung keinen zusätzlichen künftigen Mitarbeiterbedarf sehe, sinke der Anteil der Lehrlinge mit einer Übernahme nach der Ausbildung.
Man erwog, die Anzahl benötigter Lehrstellen eines Jahres festzustellen und jedem Betrieb eine Quote zuzuweisen, die er ausbilden müsste. Hat ein Betrieb weniger Auszubildende als der Quote entsprechen, muss er in einen Ausbildungsfonds einzahlen um Betriebe zu unterstützen, die mehr Auszubildende einstellten, als ihrer Quote entspräche. Zudem sollen  damit Ausbildungsprojekte für Jugendliche mitfinanziert werden. 
Die Diskussion um die Berufsausbildungsabgabe in den 1970er Jahren war ein Teil einer umfassenderen Diskussion, in der der DGB und Teile der politischen Linken, das System der Dualen Ausbildung durch ein System staatlicher Berufsschulen ersetzen wollte, die durch Betriebspraktika einen Praxisbezug erhalten sollen. Damit wäre der Einfluss der Unternehmen auf die Ausbildung beschränkt worden. Die Finanzierung sollte durch eine von der Wirtschaft zu zahlenden Ausbildungsumlage erfolgen. Aufgrund des Widerstandes der Wirtschaft wurden diese weitreichenden Pläne nicht umgesetzt. Am Ende der 1970er Jahre ebbten die Angriffe auf die Duale Ausbildung ab. Spätere Befürworter einer Ausbildungsplatzabgabe lehnten überwiegend das System der Dualen Ausbildung nicht mehr ab. Die Mittelverwendung bestimmt, ob eine Ausbildungsplatzabgabe das System der Dualen Ausbildung stärkt oder schwächt. Fließen die Mittel in Formen der überbetrieblichen Ausbildung, wird die betriebliche Ausbildung geschwächt, dienen die Mittel zur Subventionierung betrieblicher Ausbildung, erfolgt keine Schwächung. 
Nach Ansicht der Bundesvereinigung der Deutschen Arbeitgeberverbände vernichte die Abgabe Arbeitsplätze. Auch stehe sie den Zielen Bürokratieabbau, Senkung der Lohnnebenkosten und Stärkung der Tarifautonomie entgegen. Der Zentralverband des Deutschen Handwerks hält das Konzept für zentralistisch und kritisiert es als Bekämpfung der Symptome statt der Ursachen. Das ifo Institut sieht eine Subventionierung bestimmter Branchen.

### Bekämpfung der Scheinselbständigkeit
Die Aufstockung der Ausbildungsabgabe auf den Mindestbeitrag von 900 € pro Jahr diente sekundär auch dem Abbau von Anreizen für scheinselbständige Beschäftigungsverhältnisse.

## Politische Situation
Während die Gewerkschaften sowie die Linke für eine Ausbildungsplatzabgabe sind, sind CDU und Unternehmerverbände strikt dagegen. Die SPD war über diese Frage zerstritten, allerdings ist die Umlage seit dem Kölner Parteitag 1996 Beschlusslage der Partei.

## Situation in anderen Ländern
Das System der Dualen Berufsausbildung ist außerhalb des deutschsprachigen Raumes selten. In anderen Ländern erfolgt vielfach auch die berufliche Ausbildung durch den Staat. Zur Finanzierung werden dort teilweise auch die Unternehmen über Ausbildungsplatzabgaben herangezogen. So müssen die Unternehmen in Frankreich seit 1925 eine Lohnsummensteuer von 0,5 % als Berufsausbildungsabgabe zahlen, in Brasilien besteht eine vergleichbare Abgabe mit einem Satz von 1 %.